# Sirenele de pe Titan
Sirenele de pe Titan (The Sirens of Titan) este un roman științifico-fantastic scris de Kurt Vonnegut, în Epoca de Aur a științifico-fantasticului. A fost publicat pentru prima oară în 1959 de către Dell Publishing.

## Analiză și prezentare
În roman, Vonnegut caută posibilul sens al existenței omenirii, iar acest sens arată zădărnicia și inconsistența multor valori universale. La început se pare că unii eroi ai romanului îi folosesc pe alții în scopuri proprii, dar treptat devine clar că altcineva i-a folosit pe toți la fel de crud și fără niciun sens.
Departe de stilul obișnuit al științifico-fantasticului pulp al vremii, acest roman diferă prin stil și obiectiv, cu o privire critică și ironică asupra lumii banilor și a religiei, precum și cu o reflecție asupra lipsei liberului arbitru și despre incapacitatea ființei umane de a-și decide viitorul folosind raționamentul și dominând impulsurile reflexe care condiționează acțiunile sale. Vonnegut ridică, de asemenea, o critică a societății care își urmează liderii zilei fără gândire și perseverența oamenilor în autodistrugere.
Romanul este organizat în jurul mai multor povești independente împletite, ceea ce crește sentimentul de atemporalitate, adecvat argumentului călătoriei în timp și accentuând mesajul că totul este unit și legat. Vonnegut oferă o viziune pesimistă în care istoria umanității este manipulată de o civilizație extraterestră de pe planeta Tralfamadore, cu scopul unic de a trimite un înlocuitor pentru nava deteriorată a unuia dintre emisarii săi, Salo, care este forțat să aterizeze în Titan, luna lui Saturn în preistoria îndepărtată.
Evenimentele istorice se succed astfel încât în secolul XXI, miliardarul Winston Niles Rumfoord, împreună cu câinele său Kazak, intră cu nava sa spațială privată într-o singularitate spațială numită „infundibulum crono-sinclastic”. Locul acela din spațiu este curbat spre toate locurile posibile ale timpului și spațiului, astfel încât Rumfoord are capacitatea de a fi întotdeauna în toate locurile și de a vedea clar trecutul și viitorul, un fel de semizeu. Astfel, Rumfoord crează o nouă religie: „Biserica Dumnezeului Indiferent”, unde el însuși este cel mai înalt profet al singurului Dumnezeu adevărat. De-a lungul romanului, soția lui Rumfoord, Beatrice, milionarul Malachi Constant și fiul lor, Crono, sunt nevoiți să trăiască mai multe evenimente împotriva voinței lor,
Viziunea critică a lui Vonnegut despre Univers este expusă cu un simț al umorului acid, caracteristic acestui autor.

## Primire
Romanul a fost nominalizat la Premiul Hugo pentru cel mai bun roman în 1960, dar premiul a fost câștigat de romanul lui Robert A. Heinlein, Infanteria stelară.
În 1973 a primit Premiul Seiun pentru cel mai bun roman străin al anului.

## Legături externe
- en  Istoria publicării lucrării Sirenele de pe Titan la Internet Speculative Fiction Database
- en  Istoria publicării lucrării Sirenele de pe Titan la Internet Speculative Fiction Database

## Vezi și
- 1959 în științifico-fantastic